# Deling van Brits-Indië

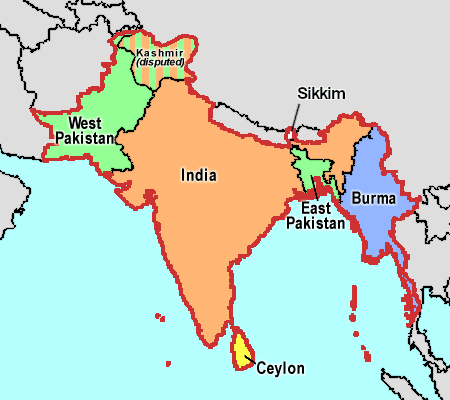
De deling van Brits-Indië in India en (Oost- en West-) Pakistan.

De opdeling van Brits-Indië op 14/15 augustus 1947 leidde tot de twee onafhankelijke staten India en het Dominion Pakistan (later opgedeeld in Pakistan en Bangladesh), en vond plaats op grond van godsdienst.
De deling werd gerealiseerd in de Indian Independence Act van 1947 en leidde tot het verdwijnen van het Brits-Indische rijk. Door de deling kwam er een vluchtelingenstroom van meer dan 12 miljoen mensen op gang en als gevolg daarvan, en rellen, verloren enkele honderdduizenden tot een miljoen mensen het leven.
Bij de deling werden ook de deelstaat Bengalen gesplitst in Oost-Pakistan (als deel van het Dominion van Pakistan) en West-Bengalen (als onderdeel van India). Ditzelfde gebeurde met de deelstaat Punjab. Deze werd opgedeeld in West-Punjab (Pakistan) en Oost-Punjab (India). Ook verschillende staatsonderdelen, zoals het Brits-Indische leger en de Indische spoorwegen waren betrokken bij de deling.
Er was in de wet bepaald dat de honderden vorstenlanden en prinsdommen van Brits-Indië zelf mochten kiezen of zij zich zouden voegen bij Pakistan, India, of helemaal buiten de opdeling zouden blijven. Alle voegden zich uiteindelijk bij een van de twee landen. De keuzes werden gemaakt op basis van het geloof van de meerderheid van de bevolking. In Jammu en Kasjmir leidde dit tot het uitbreken van de Eerste Kasjmiroorlog in 1947, en latere conflicten.
Beide landen werden officieel onafhankelijk op 14 augustus 1947 om 24 uur (dus 15 augustus 1947 om 0 uur) volgens de standaardtijd van India, wat op 14 augustus 1947 om 23.30 uur was volgens de nieuwe Pakistaanse standaardtijd. De ceremonie van de machtsoverdracht werd in Karachi, de eerste hoofdstad van Pakistan, al gehouden op 14 augustus 1947. Dit gebeurde in aanwezigheid van Louis Mountbatten, de laatste onderkoning van Indië. Een dag later werd de ceremonie pas gehouden in Delhi. Ook in aanwezigheid van Lord Mountbatten. Voor deze constructie was gekozen, omdat het anders zou lijken dat Pakistan zich zou afsplitsen van de soevereine staat India. Als gevolg van deze opzet (en omdat het moment van ingang zoals gezegd volgens de Pakistaanse standaardtijd nog op 14 augustus was) viert Pakistan nog altijd op 14 augustus zijn onafhankelijkheid, terwijl India dat doet op 15 augustus.

## Voorgeschiedenis

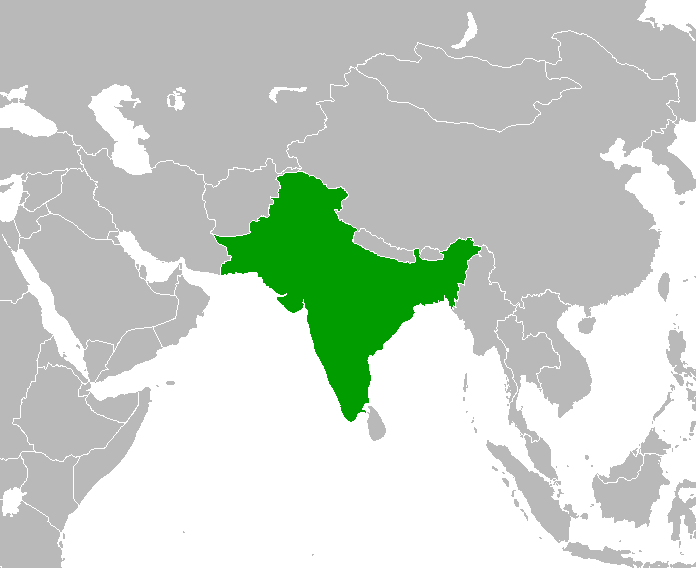
India voor de deling van 1947.

### Moslimemancipatie
De All India Muslim League (AIML) werd gevormd in 1906 in Dhaka door moslims die sceptisch stonden tegenover de Congrespartij, waarvan de meerderheid van de afgevaardigden een hindoe-achtergrond had. Zij klaagden dat leden met een islamitische achtergrond niet dezelfde rechten hadden. Er werden verschillende plannen voorgesteld. Een van die plannen was de vorming van een eigen staat. Een van de eerste die zich daar hard voor maakte was Allama Iqbal.

### Oproep tot eigen staat
Het parlement van Sindh, een van de deelstaten met een moslimmeerderheid, sprak deze wens in 1935 uit in een resolutie. Iqbal, Jouhar en andere drongen erbij Mohammed Ali Jinnah op aan om de leider te worden van de beweging die streefden naar een eigen staat. Tot dan toe was Jinnah altijd nog voorstander geweest van één onafhankelijke staat waarin moslims en hindoes zouden samenleven. Rond 1930 verdween bij hem langzaam het geloof dat religieuze minderheden gelijke rechten zouden krijgen in een verenigd India. Hij vond dat de grotere partijen, zoals de Congrespartij, onverschillig stonden tegenover de belangen van de moslimbevolking.
Na de Communal Award in 1932 leek het erop dat de moslimbevolking in veel door hindoes gedomineerde gebieden steeds verder onder druk kwamen te staan. Dit droeg bij aan een snelle groei van de Moslimliga, waar Jinnah intussen de leider van was. Toch deed de partij het niet goed bij de provinciale verkiezingen in 1937.
In 1940 stelde Jinnah en anderen tijdens een partijcongres in Lahore een document op, de zogeheten Pakistanresolutie, waarin het leek dat er werd opgeroepen tot de vorming van een aparte moslimstaat. 

### Tegenstand
De resolutie kon op veel tegenstand rekenen. Ook in moslimkringen schaarde niet iedereen zich achter het idee voor de vorming van eigen staat. Zo nam de partij Khaksar Tehrik met als leider Allama Mashriqi afstand van de resolutie. Ook de verschillende hindoeleiders, zoals Mahatma Gandhi, vonden niet dat het land via religieuze lijn zou moeten worden opgedeeld.
Jarenlang probeerde Gandhi moslims te betrekken bij de Congrespartij. Vanaf het begin van de jaren dertig had een grote uittocht plaatsgevonden van moslims uit de partij. Aan de andere kant splitsen tegelijkertijd ook veel hindoe-nationalisten zich af van de partij. De verdachtmakingen en het zaaien van angst van leiders van beide kanten droegen bij aan verschillende grote botsingen, zoals tijdens rellen op de Direct Action Day in Calcutta in augustus 1946. Vijfduizend mensen verloren daarbij het leven. Door de onrust groeide de noodzaak om tot een politieke oplossing te komen voor een deling om in de nabije toekomst een burgeroorlog te vermijden.

### Inspanningen Groot-Brittannië
Tot 1946 was er nog geen duidelijk beeld hoe een nieuwe moslimstaat er uit zou moeten zien. Het zou als een soevereine staat kunnen zijn, maar ook als lid van een confederatie. Sommige historici zijn van mening dat Jinnah vooral dreigde met een deling als onderhandelingsmiddel om meer onafhankelijk te krijgen voor de provincies waar de meerderheid van de bevolking een moslimachtergrond had.
De Britten waren er zelf voorstander van om het gebied verenigd te houden. Een kabinetsdelegatie werd in 1946 naar India gestuurd met als opdracht een compromis te sluiten tussen de Congrespartij en de Moslimliga. In dit voorstel was er sprake van een gedecentraliseerde staat, waarbij de meeste bevoegdheden bij de deelstaten kwamen te liggen. Jawaharlal Nehru was tegen een sterk gedecentraliseerde staat en Jinnah wilde alleen akkoord gaan met een onafhankelijk Pakistan. Een tweede voorstel van dezelfde commissie om Brits-Indië op te delen in twee staten werd wel geaccepteerd door de Moslimliga, maar niet door de Congrespartij.

### Delingsplan

De deling van India in 1947 en de vluchtelingenstroom.

De eigenlijke verdeling tussen twee landen kwam tot stand in het voorstel dat bekend kwam te staan als het 3 June Plan of het Mountbatten Plan. Cyril Radcliffe, een advocaat uit Londen, legde in opdracht van Mountbatten een grens vast op basis van godsdienst. Dit leidde tot een plan van opdeling. In dat plan zouden de meeste hindoes in India wonen en de twee moslimgebieden, Oost- en West-Pakistan, zouden samen één staat vormen. De gebieden West-Pakistan (nu Pakistan) en Oost-Pakistan (nu Bangladesh) grensden niet aan elkaar. Op 18 juli 1947 ging het Britse parlement akkoord met de opdeling. Pakistan werd toegelaten tot de Verenigde Naties. India nam de zetel over van Brits-Indië (lid sinds 1945) in de VN. De 625 vorstendommen kozen allemaal voor aansluiting bij een van beide landen.

## Vluchtelingenstromen
In de maanden na de deling kwamen er grote vluchtelingenstromen op gang, zowel onder moslims als onder hindoes. Ruim zeven miljoen hindoes en sikhs verlieten Pakistan richting India. Andersom vertrokken ook ruim zeven miljoen moslims naar Pakistan. De meeste verhuizingen vonden plaats in het westen, bijna tachtig procent. De overige 20 procent van de verhuizingen vond plaats van India naar Oost-Pakistan (het huidige Bangladesh). De grootste volksverhuizing vond plaats in de deelstaat Punjab. 5,3 miljoen moslims kwamen vanuit India in de deelstaat wonen, terwijl deze door 3,4 miljoen Sikhs en hindoes was verlaten. Ondanks de massale verhuizingen bleef er toch nog een relatief groot deel van de moslims in India wonen. Hier was veel minder sprake van onder Hindoes die in Pakistan woonden. Het grootste deel vluchtte.
De autoriteiten zelf konden niet goed omgaan met de vluchtelingenstromen. Er vond aan beide kanten ook veel geweld plaats. Er wordt geschat dat tweehonderdduizend tot een miljoen mensen het leven verloren.
De meeste sikhs en hindoes die vanuit West-Pakistan naar India vluchtten kwamen te wonen in de deelstaten Delhi en het Indiase deel van Punjab. De vluchtelingen die vanuit Oost-Pakistan naar India kwamen, vonden een nieuwe tehuis in deelstaten als West-Bengalen, Assam en Tripura. Sommige werden ook naar de Andaman-eilanden gestuurd. De hoofdstad Delhi groeide van 1,1 miljoen inwoners in 1941 naar 2,1 miljoen in 1951.
Van de 7 miljoen moslims die in Pakistan kwamen wonen werden er 5,5 miljoen gevestigd in de deelstaat Punjab en ongeveer 1,5 miljoen in Sindh. De meeste van hen waren afkomstig uit noordelijk- en Centraal-India, met name de deelstaten Uttar Pradesh, Bihar, Madhya Pradesh, Gujarat en Rajasthan. De meeste kwamen over land, een enkeling via de lucht of per schip. Een groot deel van de Urdu-sprekende vluchtelingen werden gevestigd in Karachi. De stad groeide van 0,4 miljoen inwoners in 1947 naar 1,3 miljoen in 1953. Veel van de (latere) leiders zoals Liaquat Ali Khan en Pervez Musharaff waren geboren op grondgebied dat later aan India zou toebehoren.

## Spanningen
Pakistan als twee onverbonden delen West-Pakistan en Oost-Pakistan bleek onhoudbaar. Met de Indo-Pakistaanse Oorlog van 1971 scheurde Bangladesh zich af van Pakistan. In het bergachtig gebied van Kasjmir wonen hindoes (23%) en moslims (77%) door elkaar in naburige valleien. De overwegend moslim deelstaat wenste zich aan te sluiten bij Pakistan. De Eerste Kasjmiroorlog en de Tweede Kasjmiroorlog en de Kargil-oorlog waren er het gevolg van. Vandaag de dag is ongeveer 13 procent van de bevolking van India moslim. Door het opkomende Hindu nationalisme veroorzaakt dat steeds meer spanningen.

## Historische balans
Achteraf is vaak geconstateerd dat de deling van Brits-Indië een controversiële onderneming was, die tot op de dag van vandaag voor veel onrust zorgt. Lord Mountbatten werd er van beschuldigd dat hij niet alleen het hele proces erdoorheen gejaagd had, maar ook zijn invloed had gebruikt om het vastleggen van de grens tussen India en Pakistan te beïnvloeden, in het voordeel van India. Tegelijkertijd had de commissie zo lang over het vaststellen van de definitieve grens gesproken, dat de onafhankelijkheid van beide landen al was uitgeroepen, zonder dat er een definitieve grens was. In het delingsplan was geen rekening gehouden met grote vluchtelingenstromen. Het plan riep wel op tot veiligheidsmaatregelen ter bescherming van minderheden in beide landen. Beide landen slaagden er echter niet in deze veiligheid te bieden. 
Anderen zijn van mening dat de Britten geen andere mogelijkheid hadden om de deling er snel doorheen te drukken. Ook voor de deling hadden al verschillende bloedbaden plaatsgevonden, en Groot-Brittannië had na de uitputtende Tweede Wereldoorlog weinig financiële en militaire middelen om de orde te handhaven. Er dreigde een grote burgeroorlog tegen de tijd dat Mountbatten onderkoning werd van Brits-Indië. De historicus Lawrence James trok de conclusie dat Mountbatten geen andere optie had dan "to cut and run". 
Conservatieve elementen in Engeland beschouwden de deling van Brits-Indië als het moment waarop Groot-Brittannië ophield een wereldmacht te zijn.

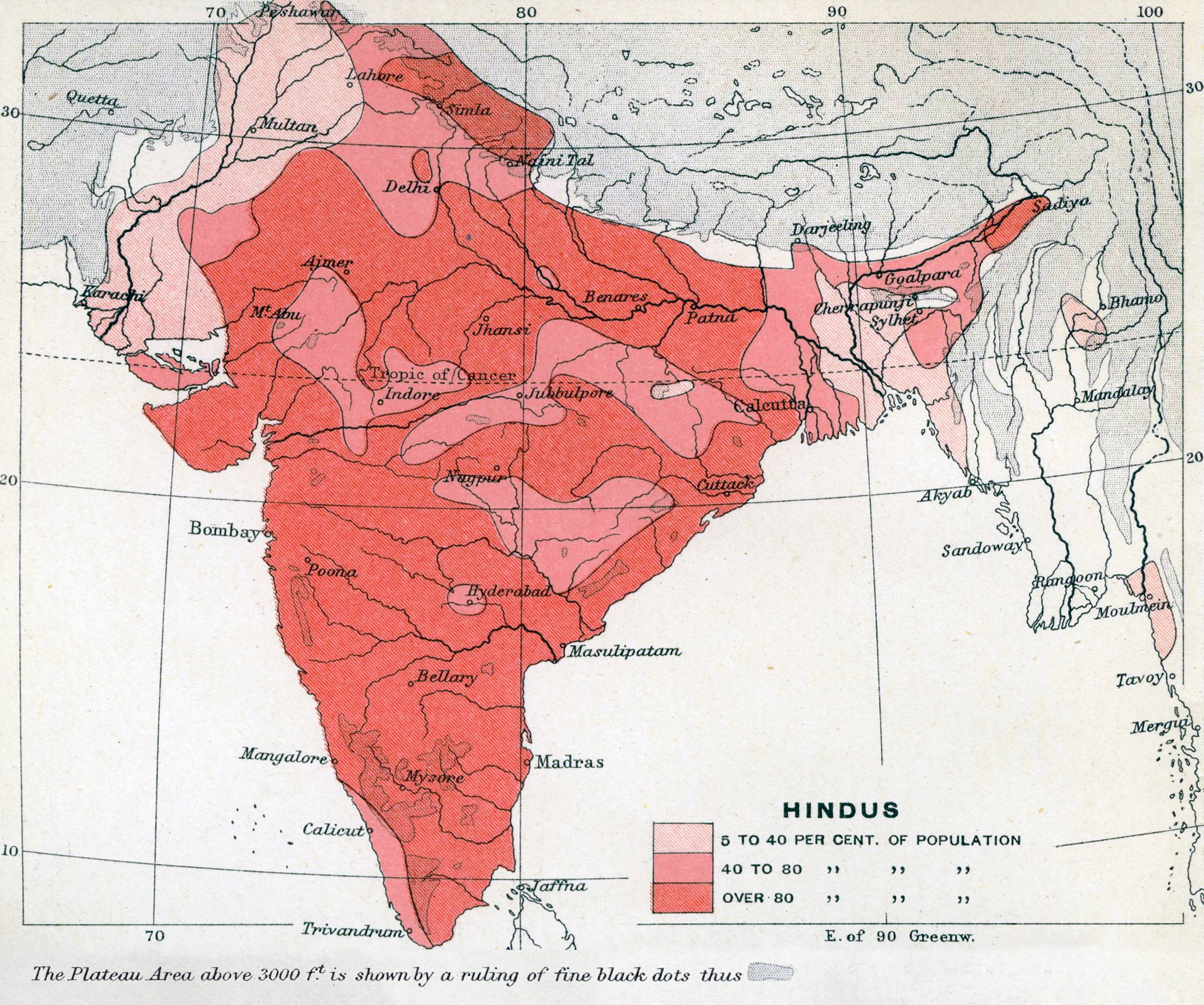
Het percentage hindoes in 1909.
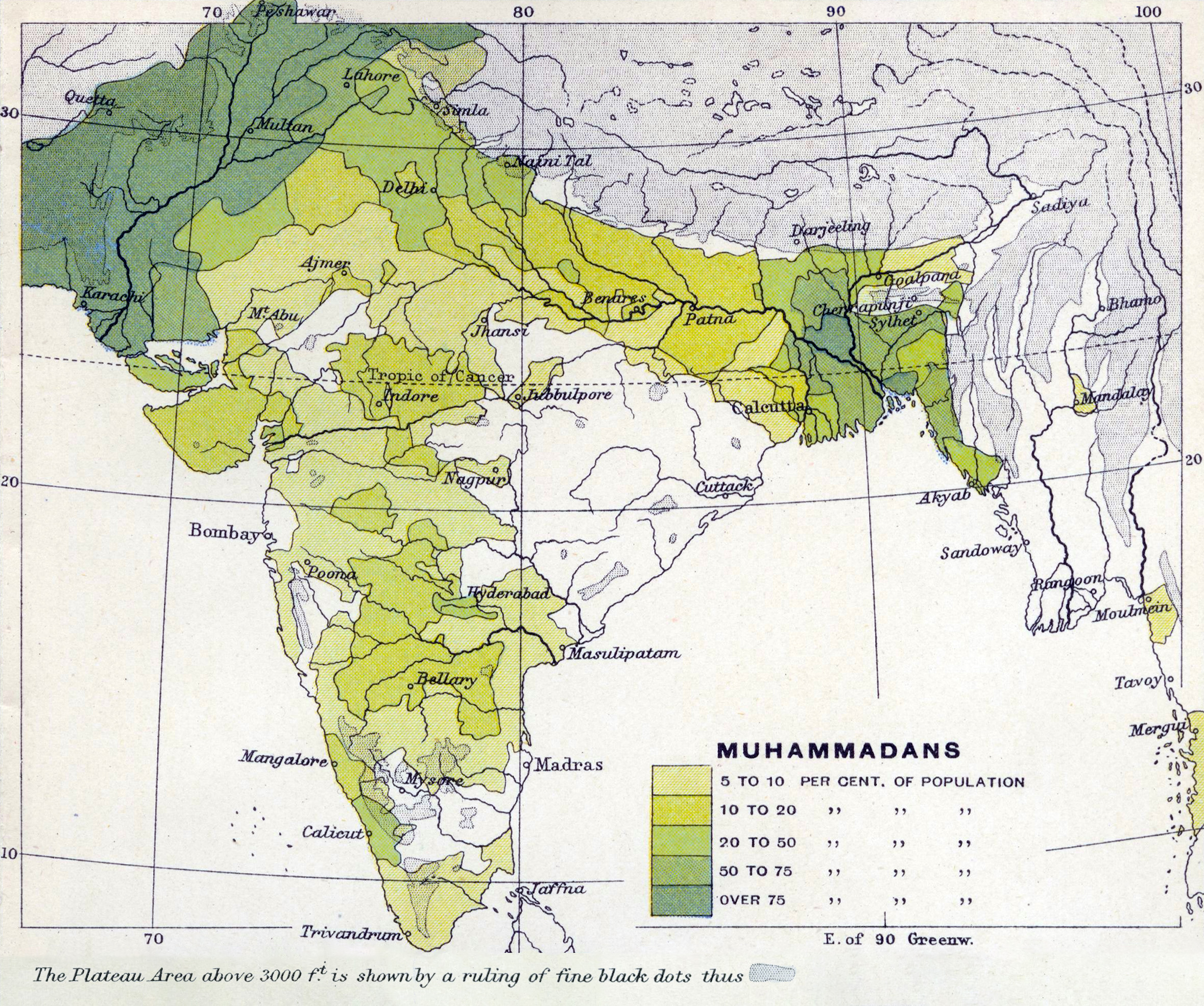
Het percentage moslims in 1909.
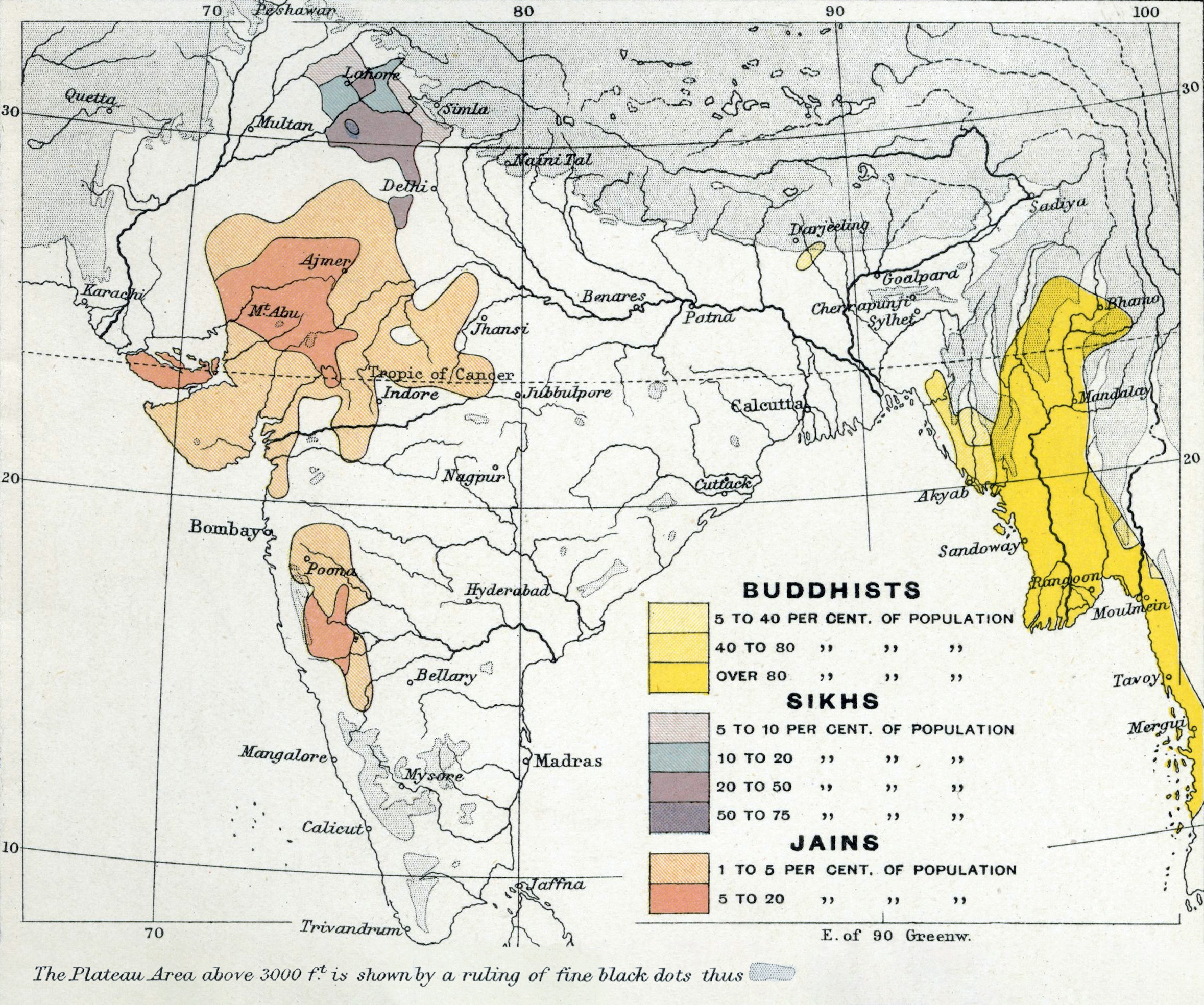
Het percentage sikhs, boeddhisten en jainisten in 1909.